# ニッコー (石川県の企業)
ニッコー株式会社（英: NIKKO Company）は、石川県白山市に本社を置く陶磁器・住宅設備機器・環境設備機器・電子セラミックス製品の製造、販売を手がけるメーカーである。名古屋証券取引所メイン市場単独上場銘柄。

## 概要
主な製品は浄化槽・オーダーメイドバスルーム・ディスポーザーなどの住宅設備・環境設備機器、陶磁器の洋食器・インテリアアイテム、セラミック基板や圧電体などの機能性セラミックなどである。2024年3月期の決算では、売上の比率は住設環境機器が69%、陶磁器が14%、機能性セラミック商品が16%となっている。

## 沿革
- 1908年（明治41年） - 金沢市で旧藩主前田家と当地の有力者により日本硬質陶器として創業。
- 1917年（大正6年） - 韓国釜山市に工場進出。一時期釜山市に本社をおく。世界有数の生産規模を誇る。
- 1950年（昭和25年） - 在外資産の整理要項に関する政令により、日硬産業株式会社を整理解散。資本金3,750千円で日硬陶器株式会社を設立する。
- 1958年（昭和33年） - 商号を日本硬質陶器株式会社に変更する。
- 1961年（昭和36年） - 現在の本社所在地である石川県白山市に陶磁器工場を建設する。
- 1966年（昭和41年） - 埼玉県行田市に国内初の繊維強化プラスチック（FRP）専門工場を建設し、ユニットバスなどのFRP製住宅設備機器分野へ本格的に進出。
- 1970年（昭和45 年） - 家庭用浄化槽の製造販売を開始
- 1974年（昭和49年）- 水処理プラント機器分野進出
- 1978年（昭和53年）- ニッコーファインボーンチャイナ誕生
- 1983年（昭和58年） - 商号を現在のニッコー株式会社へ変更。電子セラミック事業に参入。
- 1989年（平成元年） - 名古屋証券取引所市場2部へ株式を上場。
- 1998年（平成10年）- ディスポーザー生ごみ処理システム開発へ共同出資
- 2008年（平成20年） - 100周年を迎える。新しいロゴマークを制定。浄化槽のメンテナンス業務を行うニッコーエムイー株式会社を設立。
- 2012年（平成24年） - 電子セラミック事業部から機能性セラミック商品事業部へ名称を変更。
- 2013年（平成25年） - 東京オフィスを東京本社に改称し、2本社制へ移行。
- 2015年（平成27年） - 住設環境機器事業部が水創り事業部、環境プラント事業部、システムバス事業部の3 つの事業部に分割。その後、システムバス事業部からバンクチュール事業部へと変更。オーダーメイドシステムバスブランド「BAINCOUTURE」を立ち上げる。[1]
- 2016年（平成28年） - ニッコーエムイー株式会社を吸収合併。
- 2017年（平成29年）- 水処理分野の海外進出。浄化槽の輸出販売を行う。
- 2021年（令和3年）- ディスポーザー「CIALAC」の製造販売開始。ジェネラルストア「LOST AND FOUND TOKYO STORE」「 NIKKO SHOWROOM/STORE」を渋谷区富ヶ谷にオープン。
- 2022年（令和4年）- 捨てられる食器をリサイクルした肥料「BONEARTH」の製造販売開始
- 2024年（令和6年）- 破棄される食器から生まれた土「PERCEPTION SOIL」の製造販売開始

## 日本硬質陶器
創業社の日本硬質陶器株式会社は、明治中期に、九谷焼製造業者の林屋次三郎、石川県立工業学校教諭の友田安清と吉村又男、九谷焼窯元の細川善六の4名により硬質陶器（1200～1300度の高温で焼いた陶器）の開発が始められ、1905年に能美郡国府村鍋谷で適した原料を発見し焼成に成功、1906年に合名会社林屋組を設立して製造販売を開始したところ好評を得て需要が拡大したため、前田候と県下の有力者らが林屋組を買収する形で事業拡大し、1908年に日本硬質陶器株式会社として発足した。「ファイアンヌ」の名で軍や学校、病院、工場、旅館をはじめ、和洋食器として広く普及した。
創業者の林屋次三郎は宝暦年間に金沢で創業した茶店「林屋」の三代目当主・林屋新兵衛の次男として生まれ、若くして店を構え九谷焼の改良に努め、1902年の内国勧業博覧会に出品したほか、ベルギーでの万国博覧会では名誉大金牌を受けた。その後輸出向け製品の開発を模索する中で、同郷の大阪商船社長中橋徳五郎より英国ジョンソン・ブラザーズ社（en:Johnson Brothers）の皿を見せられて製造を勧められ、硬質陶器「フィアンス」の開発を始めた。

## 所在地

### 本社
- 本社 - 石川県白山市
- 東京本社 - 東京都千代田区

### 工場所在地
- 白山工場 - 石川県白山市
- 鶴来工場物流センター - 石川県白山市
- 埼玉工場 - 埼玉県行田市

### ショールーム
- 陶磁器ショールーム - 石川県白山市、東京都渋谷区、大阪府大阪市中央区
- バンクチュールショールーム - 東京都千代田区、大阪市中央区、愛知県名古屋市中区

### オフィス・営業所
- 東京オフィス - 東京都渋谷区
- 大阪オフィス - 大阪府大阪市中央区
- 名古屋オフィス - 愛知県名古屋市中区
- 盛岡営業所
- 仙台営業所
- つくば営業所
- 宇都宮営業所
- 前橋営業所
- 埼玉営業所
- 千葉営業所
- 静岡営業所
- 名古屋営業所
- 金沢営業所
- 和歌山営業所
- 広島営業所
- 高松営業所

### 直営店
- NIKKO SHOWROOM / STORE - 東京都渋谷区
- LOST AND FOUND TOKYO STORE - 東京都渋谷区

## グループ企業

### 国内関連会社
- 三谷産業株式会社
- ニッコーロジスティックス株式会社

### 海外関連会社
- NIKKO CERAMICS, INC.（アメリカにおける総販売代理店、連結対象）
- N&I ASIA PTE LTD.（東南アジアにおける販売代理店）
- PATRA PORCELAIN CO.,LTD（タイ）

## 受賞
グッドデザイン賞
- 2021年度 UYUN(ウユン)
- 2022年度 DISK(ディスク)
- 2022年度 BONEARTH(ボナース)

いしかわエコデザイン賞
- 2023 製品領域 大賞

BONEARTH（ボナース）
NEW ENERGY ETHICAL AWARD
- 2024 サーキュラーエコノミー(循環経済) への取組

Tableware International Awards of Excellence
- 2018 Licensed Collaboration 部門 世界1位

墨の瞬 [すみのとき]
- 2020 Hospitality Dinnerware 部門 世界1位

NOVEL DRAGON [ノーベルドラゴン]
- 2021 Hospitality Dinnerware 部門 世界1位

HALO [ヘイロ]
crQlr Awards（サーキュラー・アワード）
- 2021 CIRamics Prize/ モノを大切に扱う心を養うで賞

NIKKO Circular Lab（ニッコーサーキュラーラボ）